# Beardfish
Beardfish is een Zweedse progressieve-rockband. Ze werd in 2001 opgericht door David Zackrisson en Rikard Sjöblom. Naast de gebruikelijke rockinstrumenten gebruiken ze ook de accordeon. Hun stijl is geïnspireerd door bands uit de jaren 70 zoals Yes en Genesis. De eerste twee albums hebben ze in eigen beheer uitgegeven, daarna hadden ze een contract bij InsideOut Music, dit label ging in 2009 failliet. Bij de doorstart kwam Beardfish met The void.
Op 11 juli 2016 maakte de band bekend te stoppen. De bandleden gaven als reden dat ze door hun gezinssituaties steeds moeilijker tijd vonden om samen te spelen. In 2023 is de band weer bij elkaar gekomen.

## Discografie
- 2003: Från en plats du ej kan se
- 2006: The sane day
- 2007: Sleeping in traffic: Part one
- 2008: Sleeping in traffic: Part two
- 2009: Destined Solitaire
- 2011: Mammoth
- 2012: The void
- 2015: +4626-COMFORTZONE
- 2024: Songs For Beating Hearts